# 5014 Gorchakov
5014 Gorchakov eller 1974 ST är en asteroid i huvudbältet som upptäcktes den 19 september 1974 av den ryska astronomen Ljudmila Tjernych vid Krims astrofysiska observatorium på Krim. Den är uppkallad efter Aleksandr Gortjakov.
Asteroiden har en diameter på ungefär nitton kilometer och den tillhör asteroidgruppen Ashkova.